# 秦泰
秦泰，江苏金匮人，清朝政治人物。捐职出身。
乾隆五十六年十二月，擔任清朝廣東省潮州府豐順縣知縣。后由劉嘉穎接任。嘉庆五年四月回任。后由顧金聲接任。